# Athirson
Athirson, pseudonimo di Athirson Mazzoli de Oliveira (Rio de Janeiro, 16 gennaio 1977), è un allenatore di calcio ed ex calciatore brasiliano, di ruolo difensore.

## Carriera

### Club
Viene notato nella scuola di calcetto del quartiere brasiliano in cui vive, il Grajau Country dagli osservatori del Flamengo che lo portano nella prima squadra rossonera nel 1996. Inizia così a giocare nel campionato brasiliano di calcio e viene convocato dalle rappresentative nazionali, Under 17, Under 20 e poi la Nazionale maggiore. Nel 1998 passa in prestito al Santos e viene sempre più spesso accostato a Roberto Carlos, per le grandi qualità che dimostra sulla fascia sinistra e per la facilità con cui va in rete.
Nella primavera del 2000 il talent-scout juventino Omar Sívori lo segnala a Luciano Moggi. A Torino arriva solo nel febbraio dell'anno successivo in seguito ad alcune controversie con la squadra brasiliana che non lo vuole cedere alla Juventus, costretta a rivolgersi alla FIFA per ottenere un transfert provvisorio nonostante la fine del contratto con il Flamengo.
Debutta in Serie A solo il 1º aprile nel pareggio della Juventus contro il Brescia che complica la corsa allo scudetto dei bianconeri. Dopo lo sfortunato esordio scende in campo solo in altre quattro occasioni, contro Lecce, Fiorentina, Perugia e Atalanta.
La stagione successiva, nonostante il ritorno di Marcello Lippi, non viene mai preso in considerazione e nel gennaio del 2002 viene rispedito in prestito al Flamengo, in attesa di un ritorno in Piemonte che non avverrà mai in quanto il 2 ottobre 2003 la Juventus rescinde il suo contratto, pagando anche una penale di 2,3 milioni di Euro.
Rimane al Flamengo fino al dicembre del 2004, con una breve parentesi al CSKA Mosca nella seconda metà della Prem'er-Liga 2004. Nel gennaio del 2005 passa al Cruzeiro e nell'estate successiva torna in Europa nelle file dei tedeschi del Bayer con cui disputa due campionati tedeschi giocando 30 gare con 2 reti.
Al termine dell'esperienza in Germania ritorna ancora in Brasile, inizialmente nel Botafogo e dall'estate del 2008 alla Brasiliense.

### Nazionale
In nazionale maggiore conta 5 presenze. Con la Nazionale Under-20 ha partecipato ai Mondiali del 1997.

## Statistiche

### Cronologia presenze e reti in nazionale
| Cronologia completa delle presenze e delle reti in nazionale ― Brasile | Cronologia completa delle presenze e delle reti in nazionale ― Brasile | Cronologia completa delle presenze e delle reti in nazionale ― Brasile | Cronologia completa delle presenze e delle reti in nazionale ― Brasile | Cronologia completa delle presenze e delle reti in nazionale ― Brasile | Cronologia completa delle presenze e delle reti in nazionale ― Brasile | Cronologia completa delle presenze e delle reti in nazionale ― Brasile | Cronologia completa delle presenze e delle reti in nazionale ― Brasile |
| Data                                                                   | Città                                                                  | In casa                                                                | Risultato                                                              | Ospiti                                                                 | Competizione                                                           | Reti                                                                   | Note                                                                   |
| ---------------------------------------------------------------------- | ---------------------------------------------------------------------- | ---------------------------------------------------------------------- | ---------------------------------------------------------------------- | ---------------------------------------------------------------------- | ---------------------------------------------------------------------- | ---------------------------------------------------------------------- | ---------------------------------------------------------------------- |
| 30-7-1999                                                              | Guadalajara                                                            | Nuova Zelanda                                                          | 0 – 2                                                                  | Brasile                                                                | Conf. Cup 1999 - 1º turno                                              | -                                                                      |                                                                        |
| 23-2-2000                                                              | Bangkok                                                                | Thailandia                                                             | 0 – 7                                                                  | Brasile                                                                | Amichevole                                                             | -                                                                      | 68’                                                                    |
| 26-4-2000                                                              | San Paolo                                                              | Brasile                                                                | 3 – 2                                                                  | Ecuador                                                                | Qual. Mondiali 2002                                                    | -                                                                      | 68’                                                                    |
| 3-9-2000                                                               | Rio de Janeiro                                                         | Brasile                                                                | 5 – 0                                                                  | Bolivia                                                                | Qual. Mondiali 2002                                                    | -                                                                      | 63’                                                                    |
| 30-4-2003                                                              | Guadalajara                                                            | Messico                                                                | 0 – 0                                                                  | Brasile                                                                | Amichevole                                                             | -                                                                      | 64’                                                                    |
| Totale                                                                 |                                                                        | Presenze                                                               | 5                                                                      |                                                                        | Reti                                                                   | 0                                                                      |                                                                        |

## Palmarès

### Club

#### Competizioni statali
- Taça Guanabara: 1

Flamengo: 1999, 2004
- Taça Rio: 1

Flamengo: 2000

#### Competizioni nazionali
- Campionato italiano: 1

Juventus: 2001-2002
- Campionato Carioca: 2

Flamengo: 1999, 2000

#### Competizioni internazionali
- Copa Oro: 1

Flamengo: 1996
- Coppa CONMEBOL: 1

Santos: 1998
- Coppa Mercosur: 1

Flamengo: 1999

### Nazionale
- Torneo di Tolone: 1

Brasile: 2000